# John Davies (Politiker)
John Emerson Harding Davies (* 8. Januar 1916 in London; † 4. Juli 1979 ebenda) war ein britischer Wirtschaftsmanager, Unternehmer und Politiker, der 1965 erster Direktor der Confederation of British Industry (CBI) wurde und acht Jahre lang Abgeordneter des House of Commons war. 1970 wurde er nach dem Zusammenschluss des Technologieministeriums (Ministry of Technology) und des Handelsministeriums (Board of Trade) erster Minister für Handel und Industrie (Secretary of State for Trade and Industry) und war danach von 1972 bis 1974 noch Chancellor of the Duchy of Lancaster.

## Leben

### Studium, Wirtschaftsmanager und Verbandsfunktionär
Davies, dessen Vorfahren aus Wales stammten, absolvierte nach seiner schulischen Ausbildung an der Windlesham House School und der St Edward’s School in Oxford eine Ausbildung zum Rechnungsprüfer in der Kanzlei seines Vaters und erhielt 1939 als jüngster Vereidigter Buchprüfer (Chartered Accountant) die Zulassung. Kurz darauf trat er mit Ausbruch des Zweiten Weltkrieges in das Royal Army Service Corps (RASC) ein und wurde zuletzt zum Unterleutnant befördert.
Nach Kriegsende wurde Davies 1946 Mitarbeiter der Anglo-Iranian Oil Company (AIOC), die 1954 in  British Petroleum (heute BP) umbenannt wurde. Dort arbeitete er nach seiner Qualifizierung zum Fellow des Institute of Chartered Accountants in London, Stockholm sowie  seit 1953 als Direktor der BP-Gruppe Frankreich in Paris und übernahm 1956 die Funktion als Generalmanager für Märkte in der Unternehmenszentrale, ehe er 1960 Direktor der Konzerntochter BP Trading wurde.
1961 übernahm Davies die Funktion als Vize-Vorstandsvorsitzender und Geschäftsführender Direktor von Shell-Mex and BP, einem 1932 entstandenen Joint Venture aus Royal Dutch Shell und BP. Daneben war er Direktor von Hill Samuel, ein zur Lloyds Banking Group gehörenden Unternehmen aus dem Bereich Merchant Banking.
Im Anschluss wurde er am 30. Juli 1965 erster Direktor des neugegründeten Unternehmensverbandes CBI (Confederation of British Industry) und bekleidete diese Funktion mehr als vier Jahre lang bis zum 15. Oktober 1969. Nachfolger wurde daraufhin Campbell Adamson.

### Unterhausabgeordneter und Minister
Nach Beendigung seiner Tätigkeit bei der CBI wechselte Davies in die Politik und wurde als Kandidat der Conservative Party bei den Unterhauswahlen vom 18. Juni 1970 zum Abgeordneten in das House of Commons gewählt und vertrat dort bis zu seinem Mandatsverzicht am 6. November 1978 den Wahlkreis Knutsford.
Nachdem die konservativen Tories diese Wahlen gewonnen hatten und mit Edward Heath wieder den Premierminister stellen konnten, wurde Davies zunächst am 28. Juli 1970 Technologieminister und damit Nachfolger von Geoffrey Rippon, der am 20. Juli 1970 das Amt des Chancellor of the Duchy of Lancaster übernommen hatte. Grund für die Regierungsumbildung nur einen Monat nach dem Amtsantritt von Heath war der Tod von Schatzkanzler Iain Macleod.
Am 15. Oktober 1970 wurde er nach dem Zusammenschluss des Technologieministeriums (Ministry of Technology) und des Handelsministeriums (Board of Trade) erster Minister für Handel und Industrie (Secretary of State for Trade and Industry), während der bisherige Handelsminister (President of the Board of Trade), Michael Noble, nur noch Minister für Handel in diesem neuen Ministerium war. Nachdem es am 4. Februar 1971 zum Konkurs von Rolls-Royce Motor Cars kam, änderte die Regierung ihre bisherige Wirtschaftspolitik, und entschied sich dazu, dem Unternehmen finanziell zu helfen. Am 5. August 1971 knüpfte die konservative Regierung mit der Verabschiedung des Industrial Relations Act an die 1969 gescheiterten Initiativen der Regierung der Labour Party von Premierminister Harold Wilson an; das Vorhaben misslang jedoch wegen des Widerstands der Gewerkschaften. Das Gesetz führte zur Einführung eines Gremiums für Arbeitsbeziehungen (Industrial Relations Court). Dieses konnte Urabstimmungen verlangen, Arbeitnehmer entschädigen, die zu Unrecht entlassen wurden, und Arbeitgeber zwingen, Gewerkschaftsorganisationen zuzulassen, was zum Ende der sogenannten Closed Shops führte, die keine Gewerkschaftsarbeit in ihren Betrieben zuließen.
Zu Beginn des Jahres 1972 überschritt die Zahl der Arbeitslosen die Millionengrenze. Die wirtschaftlichen Schwierigkeiten setzten sich fort, als am 5. Januar 1972 ein landesweiter Streik von Bergarbeitern begann. Dieser dauerte sechs Wochen an, ehe die Bergarbeitergewerkschaft NUM (National Union of Mineworkers) unter Joe Gormley, Mick McGahey und Lawrence Daly ein Lohnangebot der Regierung annahm. Der Streik führte aber zu für die Bevölkerung spürbaren Energiesparmaßnahmen. Im April 1972 lähmten darüber hinaus Streiks bei British Rail zu einer weiteren Lähmung der Wirtschaft, die mit einer 14-tägigen Abkühlungsperiode endeten, denen aber immer wieder kurze, unangekündigte Streiks folgten.
Als Heath am 5. November 1972 seine Regierung erneut umbildete, wurde Davies Chancellor of the Duchy of Lancaster und damit abermals Nachfolger von Geoffrey Rippon, der nunmehr Umweltminister (Secretary of State for the Environment) geworden war, während der bisherige Umweltminister Peter Walker Nachfolger von Davies als Minister für Handel und Industrie wurde. Das Amt des Kanzlers des Herzogtum Lancaster bekleidete er bis zur Niederlage der Conservative Party bei den Unterhauswahlen vom 28. Februar 1974 und dem damit verbundenen Ende der Amtszeit von Premierminister Heath am 4. März 1974.

### Oppositionsjahre und Tod
Nach der Wahlniederlage blieb er zwar Abgeordneter des House of Commons, erhielt jedoch zunächst keinen Sitz im Schattenkabinett von Health. Dies änderte sich jedoch, nachdem Margaret Thatcher am 11. Februar 1975 Vorsitzende (Leader) der Conservative Party geworden war und diese sich dazu entschloss, den bisherigen Schatten-Außenminister Reginald Maudling abzusetzen. Daraufhin wurde Davies am 11. April 1976 dessen Nachfolger als Shadow Foreign Secretary.
Allerdings entschloss er sich am 6. November 1978 zum Rückzug aus der Politik, nachdem wenige Wochen zuvor ein Hirntumor bei ihm festgestellt wurde. Sein Nachfolger als Schatten-Außenminister wurde daraufhin Francis Pym, während Jock Bruce-Gardyne bei einer Nachwahl (By-election) am 1. März 1979 zu seinem Nachfolger im Wahlkreis Knutsford gewählt wurde.
Wenige Monate später verstarb Davies an den Folgen des Hirntumors. Aus seiner am 8. Januar 1943 geschlossenen Ehe mit Vera Georgina Bates gingen zwei Kinder hervor, darunter der Musikproduzent Frank Davies.